# Landaul
Landaul (bret. Landaol) – miejscowość i gmina we Francji, w regionie Bretania, w departamencie Morbihan.
Według danych na rok 1990 gminę zamieszkiwało 1327 osób, a gęstość zaludnienia wynosiła 76 osób/km² (wśród 1269 gmin Bretanii Landaul plasuje się na 470. miejscu pod względem liczby ludności, natomiast pod względem powierzchni na miejscu 579.).